# アナザヘヴン
『アナザヘヴン』は、角川書店から刊行されている飯田譲治と梓河人によるホラー小説（1995年から『小説ASUKA』（角川書店）で連載、連載時の挿絵は茶屋町勝呂）。またはそれを原作として2000年に公開された映画。その作品群は「アナザヘヴン・コンプレックス」（複合体の意）と総称される。

## 概要
二人の刑事が正体不明の犯人を追うスリラー作品。「SFホラー」というジャンルで人気を博した。
映画「アナザヘヴン」と世界観を共有した『アナザヘヴン〜eclipse〜』がテレビドラマとして放送された。さらにゲームソフト『アナザヘヴン〜memory of those days〜』も発売されている。大規模なメディアミックスが展開されたが、映画興行やテレビ視聴率は想定を下回る結果であった。
また、2003年から2004年にかけて続編の小説作品『アナザヘヴン2』が刊行された。

## あらすじ
殺害した被害者の脳を料理し、食べるという猟奇殺人が起こる。ベテラン刑事・飛鷹健一郎とその部下・早瀬学は犯人を追うが、それをあざ笑うかのように次々と犯行は繰り返されていく。
ある被害者が書いた犯人の似顔絵を元についに犯人を逮捕するが、その犯人の頭内には脳などなにも入っていない状態だった。事件は解決したと思った矢先、また同じ手口の殺人事件が発生し、早瀬は「犯人は人間ではないのではないか」という疑問を抱き始める。

## 登場人物
早瀬 学
本編の主人公。警部補。かつては犯罪マニアだった。料理はプロ並。父親は警視庁上層部の人間。
映画版や続編では下の名前が片仮名でマナブと表記されている。
飛鷹 健一郎
警部補。妻の美冴と中学生の娘チカがいる。硬派で、UFOや心霊などの超常現象・オカルトを信じない現実主義者。早瀬のことは下の名前で呼んでいる。
大庭 朝子
学の恋人を自称する女性。露出癖がある。白血球が異常に多い。行動や発言が子供っぽく幼稚だが、その純粋さが捜査に役立つこともある。グロテスクな写真を見ても笑い転げたりと感覚がズレている。
幕田 ユウジ
飛鷹の大ファンである未成年の犯罪マニア。盗聴器セールスで生計を立てる。
笹本 瑞紀
笹本クリニックの女医。第三の被害者。美人で早瀬好みの学のある女性。コンビニで偶然、早瀬と出会う。
赤城 幸造
検死官。82歳。早瀬、飛鷹とは仕事柄よく出会う。
柏木 千鶴
S大学文学部4年生。「ナニカ」の第一の被害者。性格は大人しく清楚。料理は得意だが魚をさばくのは苦手。美術館でアポロ像を鑑賞しているのを最後に行方不明となる。行方不明後は11人の男性を殺害。ゴリラのような強い力で物をひねり潰す。自分が殺害した者の脳みそでカルボナーラやシチューなどの料理を作っていた。
木村 敦
18歳。新入社員。アイドルのような容姿の美少年。「ナニカ」の第二の被害者。アクション物などよりも恋愛物のビデオソフトを好む。
両角 圭太
「モグラ」と呼ばれる新米刑事。ドジが多い。
ナニカ
脳味噌料理に始まる猟奇殺人事件の裏に潜む正体不明の存在。人間の脳に寄生する能力を持ち、相手の髪を触るだけで脳の中身がわかる。ナニカが「綺麗な脳」の持ち主と判断した人物の脳に寄生し、殺人を繰り返す。ナニカが好まない汚い脳の持ち主は容赦なく殺害するが、綺麗な脳の持ち主は欲しがる。また、汚い（悪いことを考えている）脳は味は美味しいと述べる。ナニカに寄生された人間は元の人格を失い、通常では考えられない力や身体能力を発揮する。しかし、身体の強度は人間のままであり活動限界に至ると目から血の涙が出始め次の身体を求める。ナニカが出て行った後の人間は脳みそが萎縮し、空っぽになる。寄生された人間は脳が萎縮することに伴い、その拒否反応として激しい頭痛が起きたり、通常の人間の肉体ではナニカが行動に必要としている身体能力に耐え切れず、骨折や怪我をして身体が脆くなるため、ナニカが長い期間同じ人間の中にいることは不可能である。ナニカは寄生された人間の性別となり、また、寄生された人間の趣味や嗜好が反映され、そこからナニカが学び取る事柄も多い。第二の被害者・木村敦に寄生していた際マナブの髪に触れ、綺麗な脳を持つマナブに恋い焦がれるようになる。ナニカは当初男女という概念を持たず、普通の人間は異性を好きになるという感覚を第二の被害者に寄生してから知る。そのため、第三の被害者はマナブに好かれるために美人であることと、鎮痛剤を自由に扱える立場にあることとの理由から医師の女性・笹本瑞紀を選ぶ。

## 刊行情報
- アナザヘヴン 上 （1999年12月、ISBN 4043493010）
- アナザヘヴン 下 （1999年12月、ISBN 4043493029)
- アナザヘヴン Comic（2000年6月、ISBN 978-4048532051）
  - コミカライズ担当は小野双葉。

## 映画
『アナザヘヴン』は、2000年4月29日に日本で製作・全国松竹系で公開されたホラー映画。上映時間131分。当初は映倫審査によりR15+版指定を受けて公開されたが、上映期間中に死体などの残酷な描写の画面を暗くするなど修正されたPG12版に差し替えられた。映像ソフトはR15+指定のノーカット版。興行収入は6.5億円。
主演の江口洋介と、木村敦役の柏原崇とのキスシーンがあることで話題となった。しかし、地上波放送では鍋で煮詰められている脳のシーンやキスシーンはカットされている。
- 脚本・監督：飯田譲治
- 原作：飯田譲治、梓河人
- 撮影：高瀬比呂志
- 美術：斎藤岩男
- 編集：阿部浩英
- 音楽：岩代太郎
- 特撮：尾上克郎
- 主題歌：「gravity」 LUNA SEA （テレビドラマ版も同一）
- 配給・宣伝：松竹
- 制作：オメガ・プロジェクト、アナザヘヴンカンパニー
- 宣伝協力：ギャガ
- 製作：アナザヘヴン・フィルムパートナーズ（オメガプロジェクト・ホールディングス、松竹、オフィス・トゥー・ワン、ポニーキャニオン、博報堂、テレビ朝日、ヤン・エンタープライズ、衛星劇場）

### キャスト

#### 主要人物
早瀬マナブ
演 - 江口洋介
本作の主人公。
飛鷹健一郎
演 - 原田芳雄
マナブの上司でバディを組む警部。ベテラン刑事で脳みそ料理を見ても冗談を飛ばせるほど表面的には冷静を装えるプロ。口は悪いが事件を追う情熱は人一倍で、犯人を追うためなら自身が足を怪我していても捜査を行い、市民の安全のためにマナブに木村を撃つよう指示している。超能力や超常現象は「刑事が一番信じてはいけないもの」としている。
大庭朝子
演 - 市川実和子
元キャバクラ嬢。違法キャバクラの摘発のため自身が勤めていた店を訪れたマナブに一目惚れし、以降はマナブにつきまとっている。少し頭が弱く、グロテスクなものが平気だったり、超能力を信じたりと一見幼稚な発言ばかりするが、マナブが考えつかないような第六感的な発想を持つ。純粋で全てを受け入れ、誰かが傷つくのを嫌がる。ナニカによる第四の被害者。

#### ナニカによる被害者
柏木千鶴
演 - 岡元夕紀子
女子大生。第一の被害者。アポロ像を見ているのを最後に行方不明となった。普段はおとなしく地味で真面目な女性だったが、ナニカに憑依されてからは猟奇的な性質になり服装も派手になり男性に快楽を求めるようになる。
料理好きや生花好きなこと・指紋が小さいことから当初は猟奇殺人の加害者は女性と思われたが、怪力とも評される非常に強い力が加わらないと不可能な手口から警察は、加害者が女性であるとの説を否定したが、朝子は「料理が全部花嫁学校で作る基本的なもの」と加害者が若い女性であることを指摘する。
ナニカが体を酷使し過ぎたせいで木村たちに初めて会ったバーでついに目から血を流してしまい、さらに木村の先輩たちに暴力を振るった際に足が捻れるほどの大怪我をしたため、ナニカに見切りをつけられ、脳みそが空っぽのまま遺体で発見される。
木村敦
演 - 柏原崇
美形だが気弱で女性に興味がない（ゲイにも近いものはある）サラリーマン。自分の先輩2人が千鶴の誘惑に負けて連れられていくのを見て、面倒に巻き込まれないために苦手な酒を飲みながらそのままついて来たが、目の前で先輩を殺害される。
しかし自身は純粋さと女性っぽさからナニカに殺害されず、すでに身体に限界が訪れていた千鶴の代わりにナニカに憑依され第二の被害者となる。マナブと飛鷹健一郎に発見された当初は子犬のように震えながら飛鷹を見るなり、狂気じみた高笑いをするが、マナブの髪を優しく撫でて、自分が惚れた脳みそを確かめる。千鶴への憑依時と異なり木村への憑依後のナニカは男女問わず殺害対象とする。ただし木村の美貌目当てについてきた女性を殺害するのもマナブを愛するためであり、ついてきた女性そのものに興味はない。
ナニカは木村への憑依後は殺人を犯す前にテレビやビデオから現代の犯罪を学び「人殺しは悪いことかな？」と考えるようになり、さらにマナブから愛されようとして、また愛するがあまりにマナブにキスをする。能の一文を引用するなど、ナニカの憑依以前から美術や文学に造詣があると思わせる描写がある。またナニカの憑依後は千鶴の思考が残っていたため、生花を好む。
しばらくの間、木村の身体に憑依するも腫瘍による頭痛と逃走の際に2発の銃弾を撃たれ、満身創痍の身体となり、血塗れでマナブの前から姿を消した。また「動くな!」と言って銃口を向けたマナブに「日本の警察は撃てません」と余裕に満ちた表情で言った。再びナニカが千鶴と同じく体を酷使し過ぎたことと、ナニカがマナブは男には興味がないことを学んだためにナニカに体を捨てられる。しかし千鶴とは違い、男性の肉体だったため、笹本に寄生したナニカに殺害され、笹本の愛車のトランクで遺体となって発見される。ナニカに憑依された人物で唯一、目から血を流す描写がなかった。
笹本美奈

大庭朝子

#### 警察関係者
笹本美奈
演 - 松雪泰子
警察病院に勤務している女医。ナニカによる第三の被害者。赤いシボレー・カマロコンバーチブルに乗っている。マナブに好意を見せる。マナブの家に駆け込んだ飛鷹と赤城からナニカの憑依を疑われた際に「なんなの!?」と憑依されていない素振り（ナニカが男性やマナブについて学習したと思われる）をするが、マナブの家に置き忘れた大量の鎮痛剤のから袋を朝子に見つけられる。木村敦の犯行に見せかけて大量殺人を起こす。
赤城幸造
演 - 柄本明
検死官。年老いているが仕事はベテラン。飛鷹より冷静。今まで一番酷いと感じた事件は「男性器を口に入れられた男性」の遺体が見つかった事件としている。いつも死んだものばかり見ているため「たまには生きたものと接したい」という理由から熱帯魚を飼っている。
坂木
演 - 六平直政
警部。飛鷹と仲が良い強面。しかしグロテスクなものに弱い。超常現象は信じないタイプで、ビルから飛び降りた木村が生きていたことに対し「嘘だろ!?」と絶叫する。
両角
演 - 井田州彦
坂木とバディを組む刑事。笹本に憑依したナニカに投げ飛ばされて、棚に全身を強打した時の痛みで涙を流していたのを笹本から抜け出したナニカが憑依したと勘違いしたマナブと飛鷹に右足と右耳を撃たれる。
熊倉
演 - 康喜弼
刑事。
池上
演 - 塩屋俊
検死医。
田口
演 - 諏訪太朗
鑑識。
溝口
演 - 山本密
鑑識。

#### 事件関係者
幕田ユウジ
演 - 加藤晴彦
盗聴マニアで警察無線を盗聴している。飛鷹に憧れているが、犯罪レベルの盗聴も行っている。木村の犯行現場である団地にいた。その盗聴技術や一般市民との立場から飛鷹に協力させられるが、マナブの救出などで飛鷹に助力できたことや、飛鷹と直接顔を合わせたことにより刑事を志すようになる。
大野慎次
演 - 阿藤快
第一の事件のアパートの住人。精肉店を経営しており、店でシチューも作っている。シチューは味に定評があり本人もそれを誇りに思っている。猟奇殺人事件の真犯人ではなかったが、容疑者に挙げられた際には怒りから暴れるなどの行動を取る。
大野和子
演 - 大島蓉子
大野慎次の妻。
田宮寛典
演 - 芦川誠
木村の先輩にあたるサラリーマン。料理を作っている千鶴の邪魔をし、首をへし折られて殺された。
横山敬吾
演 - 向井智紀
木村の先輩にあたるサラリーマン。千鶴に殺されかけるが、命からがら逃げだした。
友枝智
演 - 荒川良々
千鶴の犯行の7人目の犠牲者となった男性がボランティアで行っている障害者スクールに通う青年。男性を「先生」と呼び慕っていた。霊能力があり、亡くなった「先生」に呼ばれて部屋を訪れたがそこへマナブと飛鷹も現われたため部屋の押入れに隠れていた。「先生」の存在をマナブと飛鷹は知覚できなかったが、智から見た視点では怪奇現象が起き、智には「先生」の部屋で起きた出来事が知覚できており、「先生」が千鶴を「チーちゃん」と呼び、「先生」が無理矢理襲われ、「先生」の脳が酢の物に調理にされるが、チーちゃんは「先生は悪いことを考えていないから美味しくない」と言っていたことなど、「先生」の言葉を自身を通じて警察に話し、また「先生」が描いた千鶴の似顔絵が見つかるきっかけとなる。

#### その他
大家の中村
演 - つじしんめい

ホテルのマネージャー
演 - 信太昌之

ニュースキャスター
演 - 真鍋由

アシスタント
演 - 乾貴美子

コメンテーター
演 - 京極夏彦、綾辻行人

アナウンサー
演 - 武田肇

### 関連商品

#### ファンブック関連
- アナザヘヴン完全攻略マニュアル（2000年4月、ISBN 978-4048532105）

#### ソフト化
- アナザヘヴン another heaven

## テレビドラマ
『アナザヘヴン〜eclipse〜』（アナザヘヴン エクリプス）との番組タイトルで、2000年4月20日から6月29日まで、テレビ朝日系列の木曜ドラマで全11回が放送された。映画と連動する形で放映され、映画の事件と前後する形で起こる別の事件を追う内容となる。脳味噌料理に始まる猟奇殺人を主題にした映画や原作小説と異なり、女性の連続失踪事件をテーマにしている。「紫の石」と失踪者が目撃する「黒い男」がキーワードとなる。

### あらすじ
OLの恋人大石紀子がいる停職刑事皆月悟郎は、満月の夜、失踪した婚約者の矢野祥子を探して欲しいと稲富圭一という男からの依頼を興信所の所長・綿引亜希美から受ける。
やがて、祥子と同時期に失踪した女子大生、柏木千鶴の存在に辿り着き、刑事の早瀬マナブと飛鷹健一郎と犯罪マニアの幕田ユウジと出会う。その後、ある事件で記憶を失う悟郎。謎の美術商・黒川忠夫に助けられた時、28日間が経過していた。
事件を追ううち、紫の石を使って世界の構造マルデックを変革しようと企む大富豪戸津山統五郎と協力者大貫太一に月食祭の巫女として紀子を誘拐され、悟郎とユウジは彼らに戦いを挑むことになる。

### キャスト
- 皆月悟郎：大沢たかお
- 大石紀子：本上まなみ
- 幕田ユウジ：加藤晴彦
- 綿引亜希美：室井滋
- 早瀬マナブ：江口洋介
- 飛鷹健一郎：原田芳雄
- 矢野祥子：佐伯日菜子
- 両角刑事：井田州彦
- 坂木：六平直政
- 柏木千鶴、山辺綾子：岡元夕紀子
- 篠原加奈子：新山千春
- 稲富圭一：松重豊
- 木内ルミ：柴咲コウ
- 須賀静江：松下好
- 吉村香織：谷口智
- 大貫太一：美木良介
- 小山昌：橋本さとし
- 峰村順一：矢島健一
- 樋口武典：永山たかし
- 掛川知美：とよた真帆
- 榊原敦夫：日野陽仁
- 池上：塩屋俊
- 戸津山統五郎：佐藤誓
- 黒川忠夫：篠井英介

### スタッフ
- 脚本：飯田譲治
- 監督：飯田譲治、舞原賢三、瀧川治水、下山天
- 企画：梅沢道彦（テレビ朝日）、河井真也（アナザヘヴンカンパニー）
- プロデューサー：佐々木基（テレビ朝日）、谷古浩子（アナザヘヴンカンパニー）
- 共同プロデューサー：山下泰英（アナザヘヴンカンパニー）
- 協力プロデューサー：豊田俊穂（オフィス・トゥー・ワン）、遠田孝一（MMJ）
- 音楽：岩代太郎
- 技術協力：テイクシステムズ、神宮前スタジオ、多摩スタジオ
- 美術協力：東京美工
- 協力：オフィス・トゥー・ワン、ポニーキャニオン、MMJ、COCOON、ナンバーワンプロモーション
- 制作：テレビ朝日、アナザヘヴンカンパニー

### サブタイトル
| 各話                                                      | 放送日        | サブタイトル               | 監督     | 視聴率 | 備考         |
| --------------------------------------------------------- | ------------- | -------------------------- | -------- | ------ | ------------ |
| 1st moon                                                  | 2000年4月20日 | 事件は満月の夜に始まった   | 飯田譲治 | 13.0%  | 初回69分拡大 |
| 2nd moon                                                  | 4月27日       | 逃亡                       | 飯田譲治 | 8.8%   | -            |
| 3rd moon                                                  | 5月4日        | 胸騒ぎの恋の予感           | 舞原賢三 | 6.2%   | -            |
| 4th moon                                                  | 5月11日       | 結ばれない2人…涙のキス     | 舞原賢三 | 6.5%   | -            |
| 5th moon                                                  | 5月18日       | 第2章始動! 今夜全ての謎が  | 下山天   | 4.9%   | -            |
| 6th moon                                                  | 5月25日       | もう逢えない…トラウマの恋  | 瀧川治水 | 7.2%   | -            |
| 7th moon                                                  | 6月1日        | ストーカーとの再会壊れた愛 | 瀧川治水 | 6.7%   | -            |
| 8th moon                                                  | 6月8日        | 愛し続けた真の目的涙の復讐 | 下山天   | 6.3%   | -            |
| 9th moon                                                  | 6月15日       | 悟郎の子供が欲しい涙の銃声 | 瀧川治水 | 6.6%   | -            |
| 10th moon                                                 | 6月22日       | 裏切りの罠…愛する仲間の死  | 舞原賢三 | 5.7%   | -            |
| 11th moon                                                 | 6月29日       | 衝撃の結末…さよなら悟郎…   | 下山天   | 5.2%   | -            |
| 平均視聴率7.01%（視聴率は関東地区・ビデオリサーチ社調べ） |               |                            |          |        |              |

### 関連商品

#### ファンブック関連
- アナザヘヴンeclipseマル裏マニュアル 驚きの新事実大公開!（2000年6月、ISBN 978-4049300192）

#### ソフト化
VHS
- アナザヘヴン〜eclipse〜 vol.1
- アナザヘヴン〜eclipse〜 vol.2
- アナザヘヴン〜eclipse〜 vol.3
- アナザヘヴン〜eclipse〜 vol.4

DVD
- アナザヘヴン〜eclipse〜 vol.1
- アナザヘヴン〜eclipse〜 vol.2
- アナザヘヴン〜eclipse〜 vol.3
- アナザヘヴン〜eclipse〜 vol.4
- アナザヘヴン〜eclipse〜 BOXセット

| テレビ朝日 木曜20:54 - 21:48枠                                                             | テレビ朝日 木曜20:54 - 21:48枠 | テレビ朝日 木曜20:54 - 21:48枠   |
| 前番組                                                                                     | 番組名                         | 次番組                           |
| ------------------------------------------------------------------------------------------ | ------------------------------ | -------------------------------- |
| M's ※20:54 - 20:56 都のかほり ※20:56 - 21:00 【6分繰り上げて継続】 恋愛中毒 ※21:00 - 21:54 | アナザヘヴン〜eclipse〜        | つぐみへ… 〜小さな命を忘れない〜 |
| テレビ朝日系列 木曜ドラマ                                                                  |                                |                                  |
| 恋愛中毒                                                                                   | アナザヘヴン〜eclipse〜        | つぐみへ… 〜小さな命を忘れない〜 |

## ゲーム
『アナザヘヴン〜memory of those days〜』は、2000年12月21日にオメガ・ミコットから発売されたワンダースワン／ワンダースワンカラー両対応ゲームソフト。

### 概要
「ノベルシアター」と銘打ったサウンドノベル。このジャンル名は、同じワンダースワンで先行して発売されていた『リング∞（インフィニティ）』や『TERRORS』に倣ったためで、システムや画面のデザインはまったく異なっている。
映画やドラマと世界観を共有しつつ、オリジナルストーリーが展開される外伝的作品。早瀬マナブ、木村敦、飛鷹健一郎、皆月悟郎といった映画版・ドラマ版の主人公たちも登場する。
シナリオはテレビ朝日系列の番組『D's Garage21』内で一般公募されたもので、執筆はあすか正太。さらに飯田譲治が自ら監修を担当している。
システム面では、フローチャートを参照し、章の間を行き来できる機能が採用されているものの、ストーリーの分岐条件がかなり複雑なため、攻略の難度は高い部類に属する。また、読み戻し機能は存在しない。

### あらすじ
人を殺し、その脳を食べるという「マッドクック」事件が世間を騒がす中、もう一つの連続殺人事件が密かに進行していた。連続放火殺人――「パイロマニア」事件。現場の状況から、人体が自然に発火したとしか考えられないという奇怪な殺人事件だった。しかし、これが「マッドクック」事件と相俟って市民にパニックを招きかねないと考えた警察組織上層部は、殺人の絡まない単純な放火として発表。かくして警視庁は「マッドクック」事件の解決に総力を挙げて取り組むこととなり、「パイロマニア」事件の捜査は、ごく少数の人間の手に委ねられた。
「パイロマニア」事件を担当する長谷川浩一郎刑事は、相棒の西谷夏子刑事とともに捜査を進めるうち、「マッドクック」事件との奇妙な共通点を発見する。さらに、浩一郎のプライベートなメール友達であるマコトとおぼしき人物が「パイロマニア」に殺害されてしまう。のちにマコトからメールが来たことから犠牲者は別人と分かり、ひとまず安堵する浩一郎。しかしその後も、事件は浩一郎やマコトが加入するメーリングリストのメンバーを中心に進行していく。いったい「パイロマニア」とは何者なのか? どのようにして人を焼き殺しているのか？　そして、「パイロマニア」と浩一郎の間には、何らかの接点があるのだろうか?

### 登場人物
長谷川 浩一郎
本編の主人公。「パイロマニア」事件を担当する杉並警察署の刑事（階級は巡査部長）。基本的に能天気ながら、正義感が強く、他人への思いやりに溢れた性格。元々はキャリア組だったが、かつてある事件で被害者をかばって虚偽の報告をしたことが露見し、将来を棒に振ってしまった。とはいえ、当人はそれを悔やんではいない。
西谷 夏子
「パイロマニア」事件で浩一郎とコンビを組む警視庁捜査一課の刑事（階級は警部補）であり、キャリア組。意思の強さと行動力を兼ね備えており、友人たちが「パイロマニア」事件の犠牲となったことで動揺する浩一郎を励まし、捜査を進めていく。浩一郎とは同期で、大学時代からの知り合いでもある。童顔を気にしているらしく、度の入っていない眼鏡をかけている。
UG
浩一郎のメール友達（ただし、浩一郎は自分の刑事という職業を伏せている）。ハンドルネームは「アンダーグラウンド」の意味だという。警察無線の盗聴を趣味とする犯罪マニアだが、警察にはむしろ親近感を抱いている様子である。しばしば浩一郎に有益な裏情報を提供する。その正体は、映画版・ドラマ版にも登場する幕田ユウジ。
アラタ
浩一郎が加入するメーリングリストのメンバー。大学生。人当たりのよい青年で、奇抜なファッションセンスの持ち主。かつて浩一郎がキャリアを犠牲にしてかばったのがこのアラタで、それ以来親しく付き合っている。その事件からしばらく人間不信のため荒んでいたが、今は明るさを取り戻しているように見える。
マコト
浩一郎が加入するメーリングリストのメンバー。浩一郎とはメーリングリスト以外でもメールのやり取りがあるが、控えめな性格であること以外、性別も含めてその素性は一切不明。東京に出てくるマコトと会う約束をしたことで、浩一郎は個人的にも「パイロマニア」事件に巻き込まれていく。
早瀬 マナブ
映画版の主人公。上司の飛鷹健一郎とともに「マッドクック」を追う刑事。浩一郎が彼との会話から「パイロマニア」事件の真相について重要な示唆を得るなど、カメオ出演の面々の中ではもっとも存在感のある人物といえる。
木村 敦
「マッドクック」に殺されかけた被害者にして、その後に新たな「マッドクック」となった青年。その能力は人間離れしており、常軌を逸した言動で刑事たちを翻弄する。展開次第で、浩一郎はこの危険な男と単身対峙することとなる。
 ???
浩一郎が見る夢の中に出てくる少女。子供の姿の浩一郎と一緒にタイムカプセルを埋めている。幼稚園時代、彼女が花瓶を割って保母に叱られそうになっていたところを、浩一郎がかばったことがきっかけで親しくなったらしい。しかし、浩一郎はその名前をどうしても思い出すことができない。

## 音楽
プロジェクト「アナザヘヴン・コンプレックス」よりアルバムが製作されている。
- アナザヘヴン コンプレックス-VARIOUS（コンピレーションアルバム、2000年4月28日）
- アナザヘヴン・コンプレックス-SCORE ― オリジナル・サウンドトラック（コンピレーションアルバム、2000年4月28日） - 「gravity」のスペシャル・ヴァージョンも収録

## アナザヘヴン2
原作小説での続編。展開はテレビドラマ版『アナザヘヴン〜eclipse〜』をベースに、テレビドラマでの説明が不十分だった部分の補完と共に「早瀬マナブ」「飛鷹健一郎」「皆月悟郎」の3人を主人公に進んでいく。

### 登場人物

#### 主人公
早瀬 マナブ
前作・映画版の主人公。マッドクック事件により朝子を失い、刑事を辞めて海外に飛んでいたが、そこでマッドクック事件が過去に予言されていたことを知る。
飛鷹 健一郎
前作・映画版の主人公。早瀬と同じく刑事を辞め、家族と共に暮らしていたが、あるとき警察上層部に呼び出され、新たな事件の始まりを聞くことになる。
皆月 悟郎
ドラマ版の主人公。刑事だったが、現在は停職中で興信所で働いている。ある女性失踪事件を捜査することになるが、依頼人が突如老化して死亡、依頼人殺害の犯人として追われながらも事件の真実を解明しようとする。

### 刊行情報
- アナザヘヴン2 Vol.1（2003年11月、ISBN 978-4043493104）
- アナザヘヴン2 Vol.2（2003年11月、ISBN 978-4043493111）
- アナザヘヴン2 Vol.3（2004年01月、ISBN 978-4043493128）
- アナザヘヴン2 Vol.4（2004年01月、ISBN 978-4043493135）

## 関連イベント
- ネオジオワールド東京ベイサイド

ウォークスルーホラーアトラクション「アナザヘヴン〜Live〜」
映画版の猟奇殺人の現場を回り、最後は3Dサウンドで恐怖を体験する。
- ジョイポリス

3Dサウンドホラーアトラクション「アナザヘヴン〜触れてはいけない恐怖〜」
殺人鬼の女性にゲストが襲われるオリジナルストーリー。映画版が原作。